# Kim Gallagher

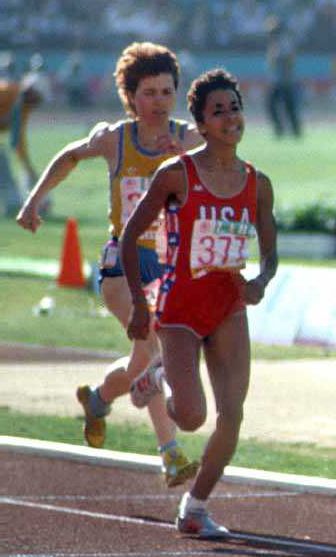
Kim Gallagher, rechts

Kim Gallagher (* 11. Juni 1964 in Philadelphia; † 18. November 2002 in Oreland, Philadelphia) war eine US-amerikanische Leichtathletin und Olympiateilnehmerin. Sie und Madeline Manning waren die einzigen Amerikanerinnen, welche über 800 m je eine olympische Medaille gewonnen haben.
Gallagher gewann bei den XXIII. Olympischen Sommerspielen 1984 in Los Angeles die Silbermedaille im 800-Meter-Lauf hinter der Rumänin Doina Melinte (Gold) und vor der Rumänin Fița Lovin (Bronze). Bei den XXIV. Olympischen Sommerspielen 1988 in Seoul gewann sie in persönlicher Bestzeit die Bronzemedaille in der gleichen Disziplin, hinter den beiden DDR-Deutschen Sigrun Wodars (Gold) und Christine Wachtel (Silber).
Bei einer Körpergröße von 1,65 m betrug ihr Wettkampfgewicht 49 kg.  Gallagher war verheiratet und hatte eine Tochter. Kim Gallagher verstarb im Alter von 38 Jahren an einem Schlaganfall, nachdem sie durch Magenkrebs, an dem sie seit 1995 litt, geschwächt worden war.